# Forte dos Terreiros
O Forte dos Terreiros localizava-se no porto dos Terreiros, freguesia de Manadas, concelho das Velas, na costa sul da ilha de São Jorge, nos Açores.
Em posição dominante sobre este trecho do litoral, constituiu-se em uma fortificação destinada à defesa deste ancoradouro contra os ataques de piratas e corsários, outrora frequentes nesta região do oceano Atlântico.

## História
Acredita-se tenha sido erguido entre 1710 (contexto da Guerra de Sucessão Espanhola) e 1801 (contexto da Guerra das Laranjas, prenúncio da Guerra Peninsular).
A "Relação" do marechal de campo Barão de Bastos em 1862 informa que "Tem uma pequena caza de guarda arruinada", e que se encontrava em grande ruína e abandonado desde longos anos.
De acordo com o Tombo de 1883 encontrava-se em grande ruína, tendo já perdido as suas muralhas.
No contexto da Segunda Guerra Mundial, em 1941 o imóvel foi entregue em péssimo estado ao Ministério das Finanças.
A estrutura não chegou até aos nossos dias.

## Características
Do tipo abaluartado, de pequenas dimensões, apresentava cinco faces, supostamente com cinco canhoneiras nos lados voltados ao mar. Pelo lado de terra erguia-se a edificação de serviço.